# Імоджен (Айова)
Імоджен (англ. Imogene) — місто (англ. city) в США, в окрузі Фремонт штату Айова. Населення — 39 осіб (2020).

## Географія
Імоджен розташований за координатами 40°52′45″ пн. ш. 95°25′39″ зх. д. / 40.87917° пн. ш. 95.42750° зх. д. (40.879040, -95.427529).  За даними Бюро перепису населення США в 2010 році місто мало площу 0,52 км², уся площа — суходіл.

## Демографія
Згідно з переписом 2010 року, у місті мешкали 72 особи в 25 домогосподарствах у складі 18 родин. Густота населення становила 139 осіб/км².  Було 28 помешкань (54/км²).
Расовий склад населення:
| - 98,6 % — білих - 1,4 % — осіб інших рас |

До двох чи більше рас належало 0,0 %. Частка іспаномовних становила 1,4 % від усіх жителів.
За віковим діапазоном населення розподілялося таким чином: 27,8 % — особи молодші 18 років, 54,1 % — особи у віці 18—64 років, 18,1 % — особи у віці 65 років та старші. Медіана віку мешканця становила 44,0 року. На 100 осіб жіночої статі у місті припадало 118,2 чоловіків;  на 100 жінок у віці від 18 років та старших — 116,7 чоловіків також старших 18 років.
Цивільне працевлаштоване населення становило 21 осіб. Основні галузі зайнятості: транспорт — 33,3 %, освіта, охорона здоров'я та соціальна допомога — 23,8 %, мистецтво, розваги та відпочинок — 19,0 %, публічна адміністрація — 14,3 %.